# アレクサ・チャン
アレクサ・チャン（Alexa Chung、1983年11月5日 - ）は、イギリス・ハンプシャー州出身のモデルおよびTVプレゼンター。身長174cm。

## 経歴
父は中国系英国人、母は英国人。兄が2人、姉が1人いる。16歳でモデルとしてデビューした。アメリカでMTVのプレゼンターを勤めたことがきっかけとなり世界に名を知られるようになる。
『ヴォーグ』や『ELLE』、『ハーパーズ・バザー』などの表紙を飾る。
日本では2012年8月28日発売の『Numéro TOKYO』でアレクサ・チャンのロングインタビューが掲載されている。

## 私生活
12歳年上の写真家と2006年まで交際。その後アークティック・モンキーズのアレックス・ターナーと交際するも破局。

## 著書
- 『ＩＴ』(翻訳 多屋澄礼)、DU BOOKS　2014年